# LKL Jotvingis (N42)
LKL Jotvingis (N42) (Йо́твингис) — литовский корабль управления и поддержки норвежской постройки. Состоял на вооружении ВМС Норвегии в качестве минного заградителя, ныне в составе ВМС Литвы. Назван в честь йотвингов (летописных ятвягов) — западнобалтской народности, жившей на территории региона Ятвягия в современной сегодняшней южной Литвы и части соседних стран.

## История строительства
«Видар» был построен верфью Mjellem & Karlsen в Бергене в 1977 году. Киль корабля был заложен в марте 1976 года. Спущен на воду 18 марта 1977 года и введён в строй 21 октября 1977 года. Назван в честь сына бога Одина Видара из скандинавской мифологии. Кроме основной функции минного заградителя также предназначался для выполнения различных вспомогательных функций в мирное время.

## Служба
В период с 1977 по 1991 служил в своём основном качестве. С 1991 по 2006 нёс службу также в качестве командного корабля. Участвовал в нескольких национальных и международных миссиях. Наиболее яркие моменты в истории службы были в 2004 и 2005 годах, когда «Видар» был флагманом 1-й противоминной группы НАТО (MCMFORNORTH).
В 2006 году продан Литве и отправлен в Клайпедский порт для ремонта и модернизации. В 2012 году введён в состав ВМС Литвы и получил название «Йотвингис». Сохранив функциональность в качестве минного заградителя, литовцы используют его в качестве корабля управления и обеспечения.
В 2018 году наряду с другими кораблями ВМС Литвы (тральщик «Судувис», поисково-спасательное судно «Шакяй», патрульные катера «Жямайтис», «Дзукас» и «Селис» и два портовых катера), а также тральщиками из Эстонии и Латвии («Уганди» и «Таливалдис» соответственно) принял участие в международных военно-морских учениях «Балтийская крепость».
В составе проекта BALTRON участвует в операциях в Балтийском море. В 2023 году кроме «Йотвингиса» в учениях приняли участие корабли «Скалвис» и «Дзукас» ВМС Литвы и «Варонис», «Вирсайтис» и «Виесите» ВМС Латвии.
Однотипный «Видару» «Вале» был продан Латвии в 2003 году, где получил название «Вирсайтис».